# Dassel (Minnesota)
Dassel è una città degli Stati Uniti d'America, situata in Minnesota, nella contea di Meeker.